# ヴィーネンダール
ヴィーネンダール、フェーネンダール（オランダ語: Veenendaal [ˈveːnə(n)ˌdaːl] ( 音声ファイル)）は、オランダ中部のユトレヒト県に位置する基礎自治体（ヘメーンテ）であり町である。人口密度が高い。
20世紀後半、ヴィーネンダールはGeldersとユトレヒトに分割された。GeldersはGelderland、ユトレヒトはユトレヒト州に属する。これにより規模が小さくなった。
2000年には街はオランダ最良の自転車町に選ばれた。

## ヴィーネンダール出身の有名人
- Rob Barel (1957) - トライアスロンの選手
- Stef Bos (1961) -歌手
- DJ Jean (1968) - ディスクジョッキー
- Yuri Landman (1973) - 漫画家
- Headhunterz (1985) - DJ